# Myzus ornatus
Myzus ornatus is een bladluis in de superfamilie Aphidoidea in de orde Hemiptera. Het zuigt sap uit planten. Het is een invasieve soort.

## Kenmerken
Volwassen ongevleugde dieren hebben een lente van 1,0-1,7 mm. Ze zijn ietwat afgeplat. Ze zijn lichtgeel of groen en hebben op hun rug een patroon van donkergroene of bruine vlekken en dwarse vlekken. Op hun rug hebben ze een driehoekige cauda. De antennen zijn 0,5-0,6 keer de lengte van hun lichaam.

## Waardplanten
Het is bekend dat het leeft van zowel wilde kersen als gedomesticeerde kersensoorten. Het komt ook voor op Astrantia pontica.